# Modificación (informática)
Un mod en informática es cualquier tipo de cambio a algún programa, mejorándolo o cambiándolo completamente respecto a la forma original del mismo. 

## Tipos de mods

### Videojuegos
Existen infinidad de mods, tanto para programas p2p como para juegos, tales como Quake 3, Unreal Tournament, Half-Life 2, Battlefield 2, etc.
La mayoría de las veces son para juegos de acción, añadiéndoles armas y nuevos modos de juegos, pero también existen para juegos de estrategia, rol, etc.

### Programas
Existen populares programas como eMule que disponen de infinidad de mods o modificaciones, en muchos casos posibles únicamente en programas de software libre. En este caso se habla de un fork o bifurcación de un proyecto.

### Modding
Se llama mod a cada uno de los proyectos de modding que se realizan, normalmente le sigue un progreso en tanto por ciento, para poder averiguar hasta donde lleva realizado esa persona.